# 웨스팅하우스 일렉트릭 코퍼레이션

웨스팅하우스 일렉트릭 코퍼레이션(Westinghouse Electric Corporation)은 1886년 조지 웨스팅하우스에 의해 설립된 미국의 제조 기업이었다. 원래 사명은 "Westinghouse Electric & Manufacturing Company"였으며 1945년 "웨스팅하우스 일렉트릭 코퍼레이션"으로 변경되었다. 이 기업은 1995년 CBS 방송사를 인수했으며 1999년 바이컴에 인수될 때까지 "CBS 코퍼레이션"으로 이름을 바꾸었다. 이 합병은 2000년 4월 26일 완료되었다.
웨스팅하우스 상표는 웨스팅하우스 일렉트릭 코퍼레이션 소유이다. 원자력발전사업인 웨스팅하우스 일렉트릭 컴퍼니는 1999년 웨스팅하우스 일렉트릭 코퍼레이션으로부터 기업 분사되었다.

## 같이 보기
- 전류 전쟁
- 웨스팅하우스
- 파라마운트 글로벌